# Từ Sơn (thành phố)
Từ Sơn là một thành phố cũ nằm ở cửa ngõ phía tây của tỉnh Bắc Ninh, là đô thị vệ tinh của thủ đô Hà Nội và là một trong hai trung tâm kinh tế - văn hóa - giáo dục của tỉnh (sau thành phố Bắc Ninh). Từ Sơn là một đô thị công nghiệp với nhiều khu công nghiệp, làng nghề truyền thống nổi tiếng.

## Lịch sử
Tên huyện Từ Sơn có từ thời Trần. Sang thời Hậu Lê, địa danh Từ Sơn được đặt cho một phủ thuộc thừa tuyên Kinh Bắc, gồm các huyện Tiên Du, Yên Phong, Quế Dương, Đông Ngàn, Vũ Ninh; trong đó huyện Đông Ngàn có địa giới tương ứng với thành phố Từ Sơn (Bắc Ninh) và một phần các huyện Đông Anh, Gia Lâm (Hà Nội) ngày nay. Sang thời Nguyễn, phủ Từ Sơn thuộc tỉnh Bắc Ninh.
Sau cách mạng tháng Tám (1945), bỏ cấp phủ, đổi làm huyện Từ Sơn, ban đầu gồm 21 xã: Châu Khê, Đình Bảng, Đình Xuyên, Đông Hội, Đồng Nguyên, Đồng Quang, Đông Thọ, Dục Tú, Dương Hà, Hương Mạc, Liên Hà, Mai Lâm, Ninh Hiệp, Phù Chẩn, Phù Khê, Quang Trung, Tam Sơn, Tân Hồng, Tiền Phong, Vân Hà, Văn Môn. Năm 1959, thành lập 2 thị trấn Từ Sơn và Yên Viên.
Năm 1961, các xã Liên Hà, Vân Hà, Dục Tú, Quang Trung 2 (Yên Thường), Đông Hội, Mai Lâm, Tiền Phong (Yên Viên), Đình Xuyên, Dương Hà, Ninh Hiệp và thị trấn Yên Viên của huyện Từ Sơn được sáp nhập vào thủ đô Hà Nội, nay là một phần các huyện Đông Anh, Gia Lâm.
Năm 1963, sau khi tỉnh Bắc Ninh hợp nhất với tỉnh Bắc Giang thành tỉnh Hà Bắc, huyện Từ Sơn cũng hợp nhất với huyện Tiên Du thành huyện Tiên Sơn. Cùng lúc đó, chuyển 2 xã Phú Lâm, Tương Giang của huyện Yên Phong về huyện Tiên Sơn quản lý (nay là phường Tương Giang thuộc thành phố Từ Sơn và xã Phú Lâm thuộc huyện Tiên Du) và chuyển 2 xã Đông Thọ, Văn Môn của huyện Từ Sơn về huyện Yên Phong quản lý.
Năm 1999, ba năm sau khi tái lập tỉnh Bắc Ninh, huyện Từ Sơn cũng được tái lập, gồm 10 xã: Châu Khê, Đình Bảng, Đồng Nguyên, Đồng Quang, Hương Mạc, Phù Chẩn, Phù Khê, Tam Sơn, Tân Hồng, Tương Giang và thị trấn Từ Sơn.
Ngày 31 tháng 5 năm 2007, huyện Từ Sơn được Bộ Xây dựng công nhận là đô thị loại IV.
Ngày 24 tháng 9 năm 2008, Chính phủ ban hành Nghị định 01/NĐ-CP. Theo đó:
- Thành lập thị xã Từ Sơn trên cơ sở toàn bộ diện tích và dân số của huyện Từ Sơn
- Thành lập phường Đông Ngàn trên cơ sở thị trấn Từ Sơn và một phần các xã: Đồng Nguyên, Tân Hồng, Đình Bảng, Đồng Quang
- Chia xã Đồng Quang thành 2 phường: Đồng Kỵ và Trang Hạ
- Chuyển 4 xã: Châu Khê, Đình Bảng, Đồng Nguyên, Tân Hồng thành 4 phường có tên tương ứng.

Sau khi thành lập, thị xã Từ Sơn có 6.133,23 ha diện tích tự nhiên và 143.843 người với 12 đơn vị hành chính cấp xã trực thuộc, bao gồm 7 phường và 5 xã.
Ngày 12 tháng 10 năm 2018, Bộ Xây dựng ban hành Quyết định 1293/QĐ-BXD về việc công nhận thị xã Từ Sơn là đô thị loại III trực thuộc tỉnh Bắc Ninh.
Ngày 12 tháng 1 năm 2021, Ủy ban Thường vụ Quốc hội ban hành Nghị quyết 1191/NQ-UBTVQH14 về việc thành lập các phường thuộc thị xã Từ Sơn (nghị quyết có hiệu lực từ ngày 1 tháng 2 năm 2021). Theo đó, thành lập 5 phường: Hương Mạc, Phù Chẩn, Phù Khê, Tam Sơn, Tương Giang trên cơ sở toàn bộ diện tích và dân số của 5 xã có tên tương ứng. Từ đó, thị xã Từ Sơn có 12 phường.
Ngày 22 tháng 9 năm 2021, Ủy ban Thường vụ Quốc hội ban hành Nghị quyết 387/NQ-UBTVQH15 về việc thành lập thành phố Từ Sơn thuộc tỉnh Bắc Ninh trên cơ sở toàn bộ diện tích và dân số của thị xã Từ Sơn (nghị quyết có hiệu lực từ ngày 1 tháng 11 năm 2021).

## Địa lý
Thành phố Từ Sơn nằm ở phía tây của tỉnh Bắc Ninh, nằm cách thành phố Bắc Ninh khoảng 12 km về phía tây nam, cách trung tâm thủ đô Hà Nội khoảng 18 km về phía đông bắc, có vị trí địa lý:
- Phía đông giáp huyện Tiên Du
- Phía tây giáp huyện Đông Anh, thành phố Hà Nội
- Phía nam giáp huyện Gia Lâm, thành phố Hà Nội
- Phía bắc giáp huyện Yên Phong.

Thành phố có diện tích 61,08 km², dân số năm 2020 là 202.874 người, mật độ dân số đạt 3.321 người/km². Từ Sơn là địa phương có mật độ dân số cao nhất tỉnh Bắc Ninh, gấp 2 lần mật độ dân số trung bình của vùng đồng bằng sông Hồng, gấp 1,8 lần mật độ dân số của thành phố Hải Phòng và gấp 1,2 lần mật độ dân số của thành phố Hà Nội.

## Hành chính
Thành phố Từ Sơn có 12 phường trực thuộc, bao gồm các phường: Châu Khê, Đình Bảng, Đông Ngàn, Đồng Kỵ, Đồng Nguyên, Hương Mạc, Phù Chẩn, Phù Khê, Tam Sơn, Tân Hồng, Trang Hạ, Tương Giang.
| \| Tên \| Diện tích (km²) \| Dân số (người) \| Mật độ (người/km²) \| \| ----------- \| --------------- \| -------------- \| ------------------ \| \| Phường (12) \| \| \| \| \| Châu Khê \| 4,95 \| 17.784 \| 3.593 \| \| Đình Bảng \| 8,27 \| 22.407 \| 2.709 \| \| Đông Ngàn \| 1,47 \| 10.966 \| 7.460 \| \| Đồng Kỵ \| 3,53 \| 18.772 \| 5.318 \| \| Đồng Nguyên \| 6,73 \| 20.912 \| 3.107 \| \| Hương Mạc \| 5,58 \| 19.562 \| 3.506 \| \| Phù Chẩn \| 5,98 \| 19.510 \| 3.262 \| \| Phù Khê \| 3,47 \| 13.158 \| 3.792 \| \| Tam Sơn \| 8,45 \| 15.020 \| 1.776 \| \| Tân Hồng \| 4,58 \| 15.681 \| 3.424 \| \| Trang Hạ \| 2,36 \| 8.593 \| 3.614 \| \| Tương Giang \| 5,66 \| 14.039 \| 2.480 \| |                 |                |                    |
| Nguồn: Phương án tổng thể sắp xếp đơn vị hành chính cấp huyện, cấp xã tỉnh Bắc Ninh giai đoạn 2023-2025 |                 |                |                    |
| Tên | Diện tích (km²) | Dân số (người) | Mật độ (người/km²) |
| Phường (12) |                 |                |                    |
| Châu Khê | 4,95            | 17.784         | 3.593              |
| Đình Bảng | 8,27            | 22.407         | 2.709              |
| Đông Ngàn | 1,47            | 10.966         | 7.460              |
| Đồng Kỵ | 3,53            | 18.772         | 5.318              |
| Đồng Nguyên | 6,73            | 20.912         | 3.107              |
| Hương Mạc | 5,58            | 19.562         | 3.506              |
| Phù Chẩn | 5,98            | 19.510         | 3.262              |
| Phù Khê | 3,47            | 13.158         | 3.792              |
| Tam Sơn | 8,45            | 15.020         | 1.776              |
| Tân Hồng | 4,58            | 15.681         | 3.424              |
| Trang Hạ | 2,36            | 8.593          | 3.614              |
| Tương Giang | 5,66            | 14.039         | 2.480              |

Hiện nay, Từ Sơn là 1 trong 7 thành phố trực thuộc tỉnh chỉ có phường, không có xã trực thuộc (cùng với Bắc Ninh, Dĩ An, Đông Hà, Sóc Trăng, Thủ Dầu Một và Vĩnh Long).

## Kinh tế - xã hội
Từ Sơn là thành phố cửa ngõ phía tây của tỉnh Bắc Ninh, là đô thị vệ tinh của thủ đô Hà Nội và là một trong hai trung tâm kinh tế - văn hóa - giáo dục của tỉnh Bắc Ninh (sau thành phố Bắc Ninh). Từ Sơn là một đô thị công nghiệp với nhiều khu công nghiệp, nhiều làng nghề truyền thống nổi tiếng như:
- KCN Tiên Sơn
- KCN VSIP (Việt Nam – Singapore)
- KCN Hanaka Đình Bảng
- Cụm CN Đình Bảng
- Cụm CN Tân Hồng
- Cụm CN Đồng Kỵ (làng nghề gỗ Đồng Kỵ)
- Cụm CN Châu Khê (làng nghề sắt Đa Hội)
- Cụm CN Phù Khê (làng nghề gỗ Phù Khê).

Trên địa bàn thành phố Từ Sơn đã và đang hình thành một số khu đô thị mới: 
- Khu đô thị Phố Chợ Kinh Bắc
- Tổ hợp đô thị Centa City, phường Phù Chẩn
- Khu đô thị cao cấp Belhomes, VSIP (Việt Nam – Singapore)
- Khu đô thị Dabaco, phường Đình Bảng
- Khu đô thị Đền Đô, phường Đình Bảng
- Khu đô thị cao cấp Singland, VSIP, phường Phù Chẩn
- Khu đô thị Mạnh Đức Residence Park
- Khu đô thị Kinh Bắc Golden Gate
- Khu đô thị Từ Sơn Garden City
- Khu đô thị Kinh Bắc Golden Lotus
- Khu đô thị Vườn Sen, phường Đồng Kỵ
- Khu đô thị Aroma, phường Đồng Kỵ
- Khu đô thị Trang Hạ Long Phương
- Khu đô thị Phù Khê
- Khu đô thị Hanaka Paris Ocean Park
- Khu biệt thự Đình Bảng, phường Đình Bảng
- Khu đô thị Đồng Nguyên, phường Đồng Nguyên
- Khu đô thị Tân Hồng - Đông Ngàn, phường Tân Hồng và phường Đông Ngàn
- Khu đô thị Nam Từ Sơn, phường Phù Chẩn
- Khu biệt thự liền kề Đồng Kỵ, phường Đồng Kỵ.

## Giáo dục
Các trường THPT:
- Trường THPT Lý Thái Tổ
- Trường THPT Từ Sơn
- Trường THPT Ngô Gia Tự
- Trường THPT Nguyễn Văn Cừ

Các trường Đại học - Cao đẳng:
- Đại học Thể dục thể thao TW1

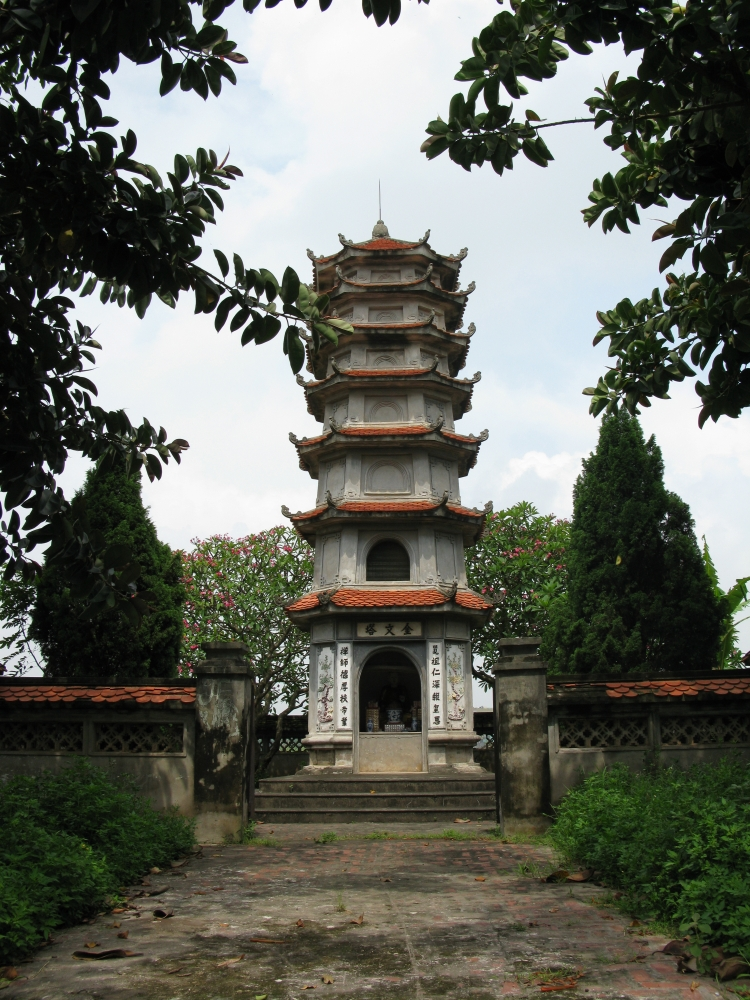
Tháp mộ Lý Khánh Vân

- Đại học Kinh doanh và công nghệ (cơ sở 2 tại phường Đình Bảng).
- Đại học Luật Hà Nội (đang xây dựng cơ sở 2 tại phường Đồng Nguyên).
- Đại học Tài nguyên và Môi trường Hà Nội - Cơ sở 2 (tại phường Đồng Nguyên, thành phố Từ Sơn)
- Cao đẳng Công nghệ Bắc Hà.
- Cao đẳng Kinh tế, Kỹ thuật và Thủy sản, Bộ NN & PTNT, phường Đình Bảng.
- Cao đẳng Công nghiệp Hưng Yên ( thuộc Bộ Công thương ), cơ sở 2 tại: Phường Đồng Kỵ
- Cao đẳng Đại Việt.

Các viện nghiên cứu:
- Viện Nghiên cứu Da giày - Bộ Công thương, Cơ sở 2: phường Đồng Nguyên
- Viện Nghiên cứu Nuôi trồng Thủy sản I - Bộ NN & PTNT, phường Đình Bảng.

## Giao thông
Có Quốc lộ 1, đường sắt Hà Nội - Đồng Đăng, đường cao tốc Hà Nội – Bắc Giang chạy qua.
Ngoài ra còn có hệ thống Vận tải hành khách bằng phương tiện công cộng:
| Tuyến xe buýt                                                                           | Lộ trình trong khu vực thành phố Từ Sơn                                                         |
| --------------------------------------------------------------------------------------- | ----------------------------------------------------------------------------------------------- |
| 54(Long Biên - Từ Sơn - Thành phố Bắc Ninh)                                             | ...- Đình Bảng - Trần Phú (Từ Sơn) - Minh Khai (Từ Sơn) -...                                    |
| 203(Giáp Bát - Long Biên - Gia Lâm - Từ Sơn - Thành phố Bắc Ninh - Thành phố Bắc Giang) | ...- Đình Bảng - Trần Phú (Từ Sơn) - Minh Khai (Từ Sơn) -...                                    |
| 210(Hiệp Hòa - Từ Sơn - Gia Lâm)                                                        | ...- Đình Bảng - Trần Phú (Từ Sơn) - Minh Khai (Từ Sơn) - Ngô Gia Tự (Từ Sơn) -...              |
| BN68(KCN VSIP - Chi Lăng)                                                               | Khu phố Rích Gạo (Phù Chẩn) - Lý Thái Tổ (Từ Sơn) - Trần Phú (Từ Sơn) - Minh Khai (Từ Sơn) -... |

## Danh nhân
- Lý Thái Tổ
- Lý Thái Tông
- Thiền Sư Vạn Hạnh
- Thiền sư Cứu Chỉ
- Lý Nhân Tông
- Lý Thánh Tông
- Nguyễn Quan Quang
- Ngô Miễn Thiệu
- Đàm Tướng Công
- Nguyễn Giản Thanh
- Đàm Quốc Sư
- Ngô Gia Tự
- Ngô Gia Khảm
- Nguyễn Văn Cừ
- Lê Quang
- Trần Đức
- Nguyễn Hòa Bình

## Danh thắng
- Đình Bảng (phường Đình Bảng)
- Chùa Dận (phường Đình Bảng)

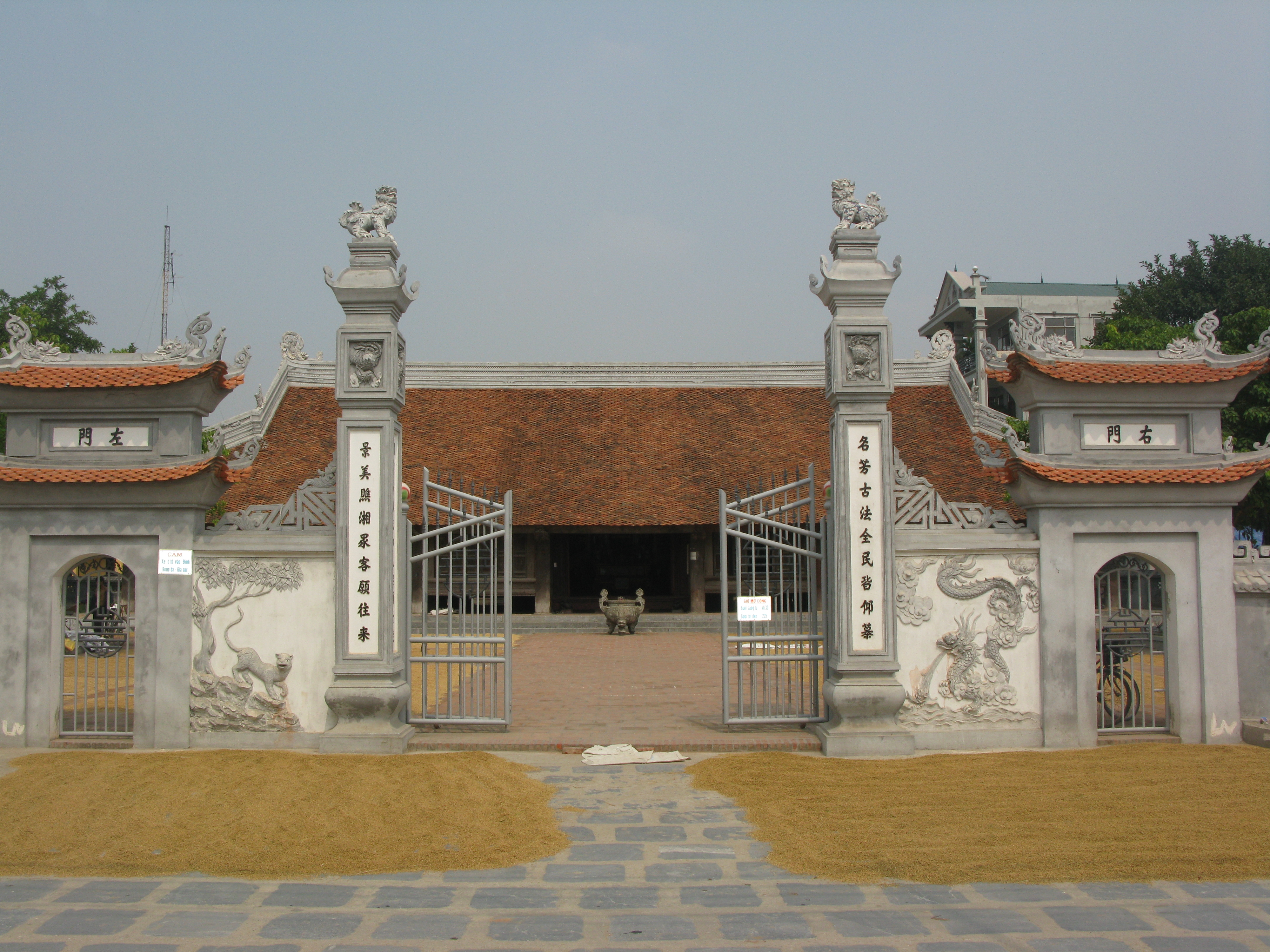
Cổng đình làng Đình Bảng

- Đền Đô - Đền Lý Bát Đế (phường Đình Bảng) là di tích cấp Quốc gia đặc biệt
- Thọ lăng Thiên Đức - Cụm di tích lăng mộ các vị vua triều đại Lý (phường Đình Bảng) là di tích cấp Quốc gia đặc biệt
- Chùa Tiêu (phường Tương Giang)
- Chùa Trăm Gian (phường Tam Sơn)
- Đền Đầm
- Nhà thờ Dòng họ Nguyễn Thạc (phường Đình Bảng)
- Đình Hồi Quan (phường Tương Giang). Đình Hồi Quan nay thuộc khu phố Hồi Quan -Tưong Giang- Từ Sơn -Bắc Ninh. thờ hai danh nhân: Đức Thánh Tam Quang Đại Vương và bà Nguyễn Thị Ngọc Thường người quê hương. Ông Tam Quang là người tướng của hai bà Trưng đã có công trong công cuộc khởi nghĩa ,giàng lại nền độc lập trong những năm 40-43 sau Công Nguyên,bà Nguyễn Thị Ngọc Thường đã có tâm tôn tạo đình làng,ngồi đình làng được dựng vào thời Lê năm Ất Mùi(1715)và được sửa dựng lại năm 1901. Trước đây phía trước của đình còn có tắc môn,vũ sĩ và ao hình bán nguyệt.Nhưng nay chỉ còn tiền tệ ,đại đình ,hậu cung...Tháng 2 năm 1988 dân làng trùng tu lại lần thứ hai nhưng vẫn giữ nguyên dáng vẻ ban đầu,đặc biệt những máng chạm khắc hoa văn trên đầu dư,cồn bẩy rất sinh động ....Những đồ thờ ,đồ tế ,binh khí còn giữ được ở đình là những dấu ấn ,triều đại Lê- Nguyễn ,đồng thời là những tác phẩm đặc sắc ,đình Hồi Quan không chỉ là nơi thờ các danh nhân mà là nơi trung tâm sinh hoạt căn hoá,hội họp dân làng ,là nơi diễn ra nhiều sự kiện lịch sử quan trọng của địa phương ,từ ngày thành lập đảng đến nay,đặc biệt là ngày 13 tháng giêng năm 1953....    Năm 1989 đình Hồi Quan được nhà nước quyết định công nhận là khu di tích lịch sử và kiến trúc nghệ thuật....

## Các đường phố chính
- Lý Thái Tổ 1
- Lý Thánh Tông
- Trần Phú
- Minh Khai
- Nguyễn Văn Cừ
- Ngô Gia Tự
- Lý Thường Kiệt
- Lý Nhân Tông
- Lý Đạo Thành
- Tô Hiến Thành
- Nguyễn Quán Quang
- Lê Phụng Hiểu
- Nguyễn Văn Trỗi
- Chợ Tre
- Phù Lưu
- Vạn Hạnh
- Cổ Pháp
- Hoàng Quốc Việt
- Đồng Cẩm
- Trung Hòa
- Lý Khánh Văn
- Lý Anh Tông
- Lý Cao Tông
- Lý Chiêu Hoàng
- Bính Hạ
- Kim Đài
- Nhân Thọ
- Chợ Giầu
- Chợ Gạo
- Quy Chế
- Yên Lã
- Lý Tự Trọng
- Diệu Tiên
- Trịnh Nguyễn - Đồng Phúc
- Trang Liệt.

## Làng nghề
Là một đơn vị hành chính có diện tích hơn 60 km² với vị trí giáp ranh Thủ đô Hà Nội, thành phố Từ Sơn có rất nhiều làng nghề khác nhau. Chính vì vậy mà Từ Sơn là nơi phát triển sớm và giàu mạnh bậc nhất tỉnh Bắc Ninh. Làng nghề truyền thống và làng nghề mới nổi tiếng vùng Kinh Bắc như:
- Mộc, đồ gỗ mỹ nghệ, khảm trai (Đồng Kỵ)
- Làng nghề mộc mỹ nghệ Phù Khê Đông (Phù Khê)
- Dệt lụa thôn Hồi Quan (Tương Giang)
- Bánh xu xê ở Đình Bảng
- Làng nghề rèn, sắt thép Đa Hội (Châu Khê)
- Nghề xây dựng, buôn bán đường dài ở Tân Hồng
- Làng nghề xây dựng làng Viềng (Đồng Nguyên)
- Nghề chạm khắc gỗ, đồ gỗ mỹ nghệ thôn Hương Mạc (Hương Mạc)
- Đồ gỗ mỹ nghệ thôn Kim Thiều (Hương Mạc)
- Đồ gỗ mỹ nghệ Đường Sơn (Tam Sơn)
- Làng nghề mộc Phù Khê Thượng (Phù Khê)
- Nghề sắt thép thôn Đa Vạn (Châu Khê)
- Nghề nấu rượu ở Cẩm Giang (Đồng Nguyên)
- Đồ gỗ mỹ nghệ Kim Bảng (Hương Mạc)
- Làng nghề mộc mĩ nghệ Tiến Bào (Phù Khê)
- Nghề sơn mài ở Đình Bảng
- Làng nghề sắt thép Song Tháp (Châu Khê)
- Làng mộc mĩ nghệ Đồng Hương (Hương Mạc)
- Thương mại, buôn bán đường dài ở Phù Lưu (Đông Ngàn)
- Trồng hoa đào tết ở Đình Bảng
- Nghề mộc mĩ nghệ Nghĩa Lập (Phù Khê)
- Đồ gỗ mỹ nghệ Mai Động (Hương Mạc)
- Rèn tái chế sắt thép Trịnh Xá (Châu Khê)
- Nghề xây dựng ở Tương Giang
- Dịch vụ tổng hợp, đa ngành ở nhiều phường.